# Flugplatz Bourges

i7
i11
i13
Der Aéroport de Bourges (IATA-Code: BOU, ICAO-Code: LFLD) ist ein Militärflugplatz der Aviation légère de l’armée de Terre (ALAT), den französischen Heeresfliegern. Er wird auch zivil genutzt, Betreiber ist die örtliche Industrie- und Handelskammer. Die Basis liegt in der Region Centre-Val de Loire im Département Cher im Südwesten von Bourges. Parallel zur Hauptbahn befindet sich noch eine Graspiste.

## Geschichte
Der Flugplatz diente bereits während des Zweiten Weltkriegs dem Militär. Nach der Besetzung Frankreichs durch die deutsche Wehrmacht wurde er durch die Luftwaffe genutzt.
Bourges war zunächst während der Luftschlacht um England ein Bomberstützpunkt, erster Verband war zwischen Juni 1940 und März 1941 die mit He 111H/P ausgerüstete II. Gruppe des Kampfgeschwaders 27 (II./KG 27). Später, von Mitte Juni bis Dezember 1941 lag hier die mit gleichem Fluggerät ausgerüstete Ergänzungsstaffel des Kampfgeschwaders 28 und im Dezember desselben Jahres dann noch die IV. Gruppe des Kampfgeschwaders 100 (IV./KG 100), die lediglich die H-Baureihe in ihrem Bestand hatte. Letzter Bomberverband war für einige Zeit im Jahr 1942 die mit Ju 88A ausgerüstete IV. Gruppe des Kampfgeschwaders 77 (IV./KG 77). Von Mitte Januar 1943 bis Anfang Mai 1944 war Bourges dann Heimat der Flugzeugführerschule C 15. Hinzu kam zwischen Anfang Dezember 1943 und Mitte März 1944 die 1. Staffel des Jagdgeschwaders 105 (1./JG 105) und anschließend lag hier bis zum Beginn der alliierten Invasion in der Normandie der Geschwaderstab (S./JG 105). Alle drei Verbände flogen eine Reihe verschiedener Flugzeugtypen.
Advanced Landing Ground Y-49 (ALG Y-49), so seine alliierte Codebezeichnung, wurde im weiteren Verlauf des Kriegs von Transportflugzeugen der Amerikaner weitergenutzt.

## Militärische Nutzung
Die Heeresflieger ALAT betreiben auf der Südseite der Bahnen ein Ausbildungszentrum, die École Militaire de Bourges (EMB), die unter anderem die Gazelle fliegt.

## Zivile Nutzung
Im Linienverkehr wird Bourges nicht bedient. Die Firma MBDA betreibt am Nordende des Flughafens ein Werk zur Fertigung von Flugkörpern.